# Madureira Esporte Clube
Pour les articles homonymes, voir Madureira.
Maillots
Dernière mise à jour : 12 février 2012.
Le Madureira Esporte Clube est un club brésilien de football basé dans le quartier du même nom Madureira, un quartier au nord de Rio de Janeiro.

## Historique
- 1914 : fondation du club sous le nom de Fidalgo Madureira Atlético Clube
- 1933 : le club est renommé Madureira Atlético Clube
- 1971 : le club est renommé Madureira Esporte Clube

## Palmarès
- Vice-champion de l'État de Rio de Janeiro : 1936 et 2006 ;
- Coupe Rio : 2006 ;
- Torneio Início : 1939 et 1957.

## Joueurs emblématiques
- Fernando Cônsul